# Sinnonhyeon (metropolitana di Seul)

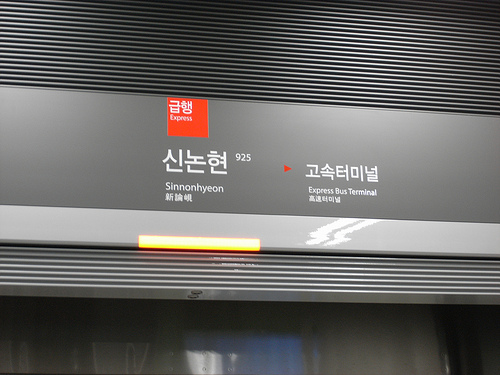
Vista dell'iscrizione sulle porte di banchina

Sinnonhyeon (신논현역 - 新論峴驛, Sinnonhyeon-yeok ) è una stazione della metropolitana di Seul servita dalla linea 9 della metropolitana di Seul e si trova nel quartiere di Gangnam-gu, a Seul.

## Linee
Metro 9
● Linea 9 (Codice: 925)

### Linee in costruzione
Shin Bundang Line Corporation
■ Linea Sinbundang (apertura prevista per 2022)

## Struttura
La stazione è dotata di due marciapiedi, uno a isola e uno laterale, con tre binari totali, protetti da porte di banchina. La stazione dispone già di uno spazio riservato per il futuro arrivo della linea Sinbundang.
| Direzione Gaehwa | ● Linea 9 | Locali per Autostazione Extraurbana, Noryangjin, Yeouido, Dongjak, Gimpo Aeroporto e Gaehwa |
| Direzione Gaehwa | ● Linea 9 | Espressi per Autostazione Extraurbana, Noryangjin, Yeouido e Gimpo Aeroporto                |
| Direzione Oryun  | ● Linea 9 | Solo discesa passeggeri                                                                     |

## Stazioni adiacenti
| «                        | Servizio        | »              |
| Linea 9                  | Linea 9         | Linea 9        |
| ------------------------ | --------------- | -------------- |
| Sapyeong                 | Locale (일반)   | Eonju          |
| Autostazione Extraurbana | Espresso (급행) | Seonjeongneung |
| Linea Sinbundang         |                 |                |
| Nonnhyeon                | -               | Gangnam        |